# Dusty Anderson
Dusty Anderson (nacida como Ruth Edwin Anderson; 17 de diciembre de 1916 - 12 de septiembre de 2007) fue una actriz y modelo estadounidense que trabajó en la década de 1940. 

## Carrera
Anderson nació en Toledo, Ohio, Estados Unidos. Comenzó su carrera como modelo e hizo su debut cinematográfico en un papel menor en la película de 1944 producida por Columbia Pictures Cover Girl, protagonizada por Rita Hayworth. Durante los siguientes tres años, Anderson apareció en ocho películas, generalmente en papeles secundarios. Durante la Segunda Guerra Mundial, fue una de las pocas actrices que se convirtió en modelo pin-up, apareciendo el 27 de octubre de 1944 en la revista YANK de las Fuerzas Armadas de los Estados Unidos. Anderson también apareció en películas de misterio como Crime Doctor’s Warning (1945), una de las entregas de la popular serie Crime Doctor, y The Phantom Thief (1946).

## Vida personal
Anderson se casó y tuvo dos hijos. El 18 de julio de 1941, se casó con Charles Mathieu, Jr., capitán del Cuerpo de Marines de los Estados Unidos. Se divorciaron el 13 de junio de 1945. El 21 de julio de 1946, Anderson se casó con el director Jean Negulesco en Los Ángeles, California, y se retiró de la actuación. Cuatro años después, su último trabajo en la pantalla fue un papel no acreditado en una de las películas de su esposo. En 1971, Anderson y Negulesco se instalaron a París. Anderson murió en Marbella, España en 2007, fue enterrada en el cementerio Virgen de Carmen.

## Filmografía
- Tonight and Every Night (1945)
- Crime Doctor's Warning (1945)
- The Phantom Thief (1946)
- Singing on the Trail (1946)